# Montréal Roller Derby
Le Montréal Roller Derby est la première « ligue » (club sportif) de roller derby de la ville de Montréal. Fondée en 2006 par Georgia W. Tush, elle devient la toute première « Flat track » ligue de Roller Derby Nord-Américaine. Aujourd’hui, MTLRD compte trois équipes locales et deux équipes de voyage.
Elle rejoint en 2009 la Women's Flat Track Derby Association, principale association regroupant les ligues de Roller Derby sur piste plate au monde, devenant ainsi la première ligue non-américaine et la première ligue canadienne à intégrer cette association.
Organisme à but non lucratif reconnu, MTLRD est gérée « par les joueuses et pour les joueuses ». La ligue regroupe donc : les joueuses, les arbitres, les entraîneurs, les annonceurs et les volontaires, qui tous, travaillent bénévolement.
La ligue compte actuellement plus de cent joueuses, réparties dans trois équipes locales, ainsi que deux équipes « All-Stars » de voyage.

## Équipes locales
Les équipes locales de la ligue, comptant chacune dix-neuf joueuses et trois coaches, incluent Les Contrabanditas, Les Filles du Roi et La Racaille.

### Les Contrabanditas
Couramment surnommées « Les Ditas » par leurs membres et leurs fans, les Contrabanditas sont la toute première équipe formée au sein de la ligue montréalaise. Créée en 2006, ses membres se font remarquer par un uniforme rouge et noir, estampé de revolvers sur les épaules. Ce sont les championnes des saisons 2011 et 2012.

### Les Filles du Roi
Familièrement appelé « FDR », Les Filles du Roi sont identifiées par des uniformes violet et or. L'équipe fut formée en 2006 et a remporté le championnat lors de leur première saison en 2007. Leur deuxième saison (en 2008) a été plus difficile à cause de quelques blessures et un déficit sérieux de joueuses. La saison suivante, en revanche, fut incroyable pour les FDR, qui ont joué leur saison sans aucune défaite à domicile.
Le nom de l'équipe fait référence aux « Filles du Roi », de jeunes femmes envoyées, au milieu du XVIIe siècle et dans le cadre de la colonisation française des Amériques, en Nouvelle-France, sous l'égide de la monarchie française.

### La Racaille
Créée en Mars 2007, La Racaille est identifié par un uniforme vert et argent. La Racaille a remporté le championnat 2008 et leur capitaine, Iron Wench, a été nommé MVP (Most Valuable Player) de la saison 2008. Elles remportent également la saison 2014 contre les Filles du Roi.

## Équipes All-Star
La ligue Montréal Roller Derby a également deux équipes « All-Stars », The New Skids on the Block et les Montréal Sexpos. Ces équipes sont composées de membres des équipes locales de la ligue.

### The New Skids on the Block
De renommée mondiale, les New Skids on the Block sont l'équipe A de voyage de la ligue Montréal Roller Derby. Certaines des joueuses de cette équipe (dix en 2018) font partie de la Team Canada Roller Derby.
En septembre 2010, elle est devenue la première équipe hors États-Unis à jouer dans les séries éliminatoires de la WFTDA, mais a été éliminée des qualifications pour les finales de 2010 par le Massacre de Boston du Boston Derby Dames. En Novembre 2010, Les New Skids sont au 7e rang dans la Région Est de la WFTDA.

### Les Sexpos de Montréal
Les Montreal Sexpos sont l'équipe B de voyage de la ligue Montréal Roller Derby.
Leur nom fait référence à l'Exposition Universelle ayant eu lieu à Montréal en 1967. Ayant accueilli plus de 50 millions de visiteurs pour une durée de six mois, c'est un événement profondément ancré dans la culture Canadienne, Québécoise et surtout Montréalaise.

## Smash Squad
Pour finir, la Smash Squad est l'équipe d'« accueil » de la ligue Montréal Roller Derby. Elle regroupe les joueuses ayant complété le bootcamp (camp d'entraînement) de trois mois, mais n'ayant pas été sélectionnées dans une équipe locale.

## Les logos

Logo de 2006 à 2012
Logo depuis 2013